# Neuromancer
Neuromancer, de William Gibson, é um dos mais famosos romances do gênero cyberpunk, e ganhou os três principais prêmios da ficção científica: Nebula, Hugo e Philip K. Dick, após sua publicação em 1984, tendo sido publicado em 1991 no Brasil pela editora Aleph. Esse foi o primeiro livro de Gibson e o começo de uma trilogia.
Neuromancer é um livro de ficção científica que introduziu novos conceitos para a época, como inteligências artificiais avançadas, uma rede de Matrix e um cyberespaço quase que “físico”, conceitos que mais tarde foram explorados por Masamune Shirow em seu mangá Ghost in the Shell e no filme Ghost in The Shell (no Brasil, "O Fantasma do Futuro"), dirigido por Mamoru Oshii, este serviu de inspiração às irmãs Wachowski na criação da trilogia Matrix.

## Enredo
O romance conta a história de Case, um ex-hacker (cowboy, como são chamados os hackers em Neuromancer) que foi impossibilitado de exercer sua "profissão", graças a um erro que cometeu ao tentar roubar seus patrões. Eles então envenenaram Case com uma micotoxina, que danificou seu sistema neural e o impossibilitou de se conectar à Matrix. Antes deixaram uma quantia de dinheiro com ele, pois "iria precisar dele".
Case então procura as clínicas clandestinas de medicina de Chiba City, onde gasta todo seu dinheiro com exames, sem conseguir encontrar uma cura. Drogado, sem dinheiro, desempregado - é nessa condição que Molly o encontra e a trama se inicia, com uma cura para os danos de Case à vista.
Com o passar da leitura, diversos personagens interessantes são introduzidos na trama (Molly, Armitage, Wintermute) e vai se descobrindo o passado obscuro de cada um deles no desenrolar da história, que possui um final surpreendente.

## Curiosidade
- O álbum Neuromance da banda de rock industrial Dope Stars Inc. tem como referência este livro.